# 沖縄本島
沖縄本島（おきなわほんとう）、または沖縄島（おきなわじま）は、日本の沖縄県を構成する160の島の中で最大の島であり、本州など本土4島を除くと択捉島（面積1位）、国後島（同2位）に次ぎ、日本で面積3位の島である。また東シナ海と太平洋（フィリピン海）の間に位置する南西諸島においても最大の島で、大阪府や鳥取県よりは狭いが、東京都区部や琵琶湖よりも広い。

## 概要
沖縄県の政治、経済の中心となる島で、同県の41市町村の内、県庁所在地の那覇市を含む26の市町村がある。また、県の人口約145万人の内、およそ9割に当たる約129万人の人口を有している。
国土交通省は、北海道・本州・四国・九州・沖縄本島の5島を除く島を「離島」としている。但し、沖縄本島を含む5島に対して「本土」という語は用いていない。沖縄振興特別措置法によると、沖縄本島以外の島を「離島」とし、このうち一部を「指定離島」に指定する。指定離島には無人島も入るが、沖縄本島と架橋接続された島は、指定離島から外されている。一方、宮古島、石垣島と架橋接続された島は外されていない。
沖縄では一般的に（漠然と）、沖縄県外（狭義の日本列島）を「内地」、「本土」や「本州」と呼ぶ場合がある。
また、沖縄方言と国頭方言のウチナー・ウチナーンチュ（ウチナンチュ）は、本来沖縄本島及びその出身者を指す言葉だが、明治期の沖縄県設置後に沖縄県全域及びその出身者を示す様になってきた。

## 名称
「沖縄島」は沖縄県の主島という意味で、「沖縄本島」または単に「本島」と呼ばれるが、これは人文・社会的概念によって離島を意識した呼称である。国土地理院および海上保安庁海洋情報部では、「沖縄島」と統一して使用している。
沖縄方言では、「ウチナー」のほかに「ジジ」とも呼ばれる。ジジとは漢字で「地下」と書き、「ハナリ（離島）」の対となる言葉である。方言で「地下三方諸離」（ジジ サンポー シュハナリ）は、沖縄本島、国頭・中頭・島尻、そして本島周辺の離島の総称で、現在の沖縄諸島に当たる。

## 地理
沖縄県の北東端部に位置する島である。日本の島の中では本州・北海道・九州・四国・択捉島・国後島に次ぐ大きさで、主要4島と北方領土を除いた日本の島の中では最大の島である。
面積は1,207.00km2、周囲476km、また本島の直線距離は南北端で約106.6kmである。沖縄返還されて以降、埋立が盛んで1000ヘクタール以上が埋め立てられた。
北部は火成岩が中心で、島内最高峰の与那覇岳をはじめ、八重岳、名護岳など400m程度の低山が続く。やや大きな河川があるのも北部の特徴であり、平地はごく少ない。酸性の土壌が分布している為、パイナップルの栽培が行われている。また北部は山原（やんばる）と呼ばれ、狭義には沖縄本島北部の国頭村・大宜味村・東村に広がる森林または国頭村・大宜味村・東村の地域自体をさし、広義には沖縄本島北部に広がる森林または沖縄本島北部地域自体をさす。
本部半島は石灰岩層が分布しており、熱帯地域にみられる円錐カルストが発達している。また本部半島は石灰岩を産出している為、大規模な採石場とセメント工場が立地している。農業では、アセロラの産地として知られている。
中南部は主として琉球石灰岩層と泥岩から構成されている。地形は平坦で、100mを越える丘陵地は殆どなく、また河川が非常に少ない。侵食されやすい石灰岩の南部にはカルスト地形が発達し、亜熱帯であるので浸食が速く、ドリーネやウバーレが多い。多くの鍾乳洞があり、那覇の南東の南城市玉城の全長5km（一般公開部分890m）の玉泉洞が最も有名である。
最北端は辺戸岬（へどみさき）で、鹿児島県に属する与論島とは22kmの距離。最南端は荒崎（あらさき）である が、一般にはその西にある喜屋武岬が沖縄本島最南端と思われがちである。
| 端点                           | 所在地       | 緯度             | 経度              |
| ------------------------------ | ------------ | ---------------- | ----------------- |
| 東端                           | 国頭郡国頭村 | 北緯26度45分22秒 | 東経128度19分40秒 |
| 西端                           | 那覇市       | 北緯26度11分55秒 | 東経127度38分11秒 |
| 南端                           | 糸満市       | 北緯26度04分28秒 | 東経127度40分37秒 |
| 北端                           | 国頭郡国頭村 | 北緯26度52分32秒 | 東経128度15分28秒 |
| 緯度・経度は世界測地系に基づく |              |                  |                   |

### 小島・岩礁
浜辺・海礁上の小岩を除く。
- 世皮崎 - 国頭村字奥沖。
- 赤崎 - 国頭村字楚洲沖。
- カツセノ崎 - 国頭村字安波沖。
- 天仁屋崎 - 名護市字天仁屋沖。

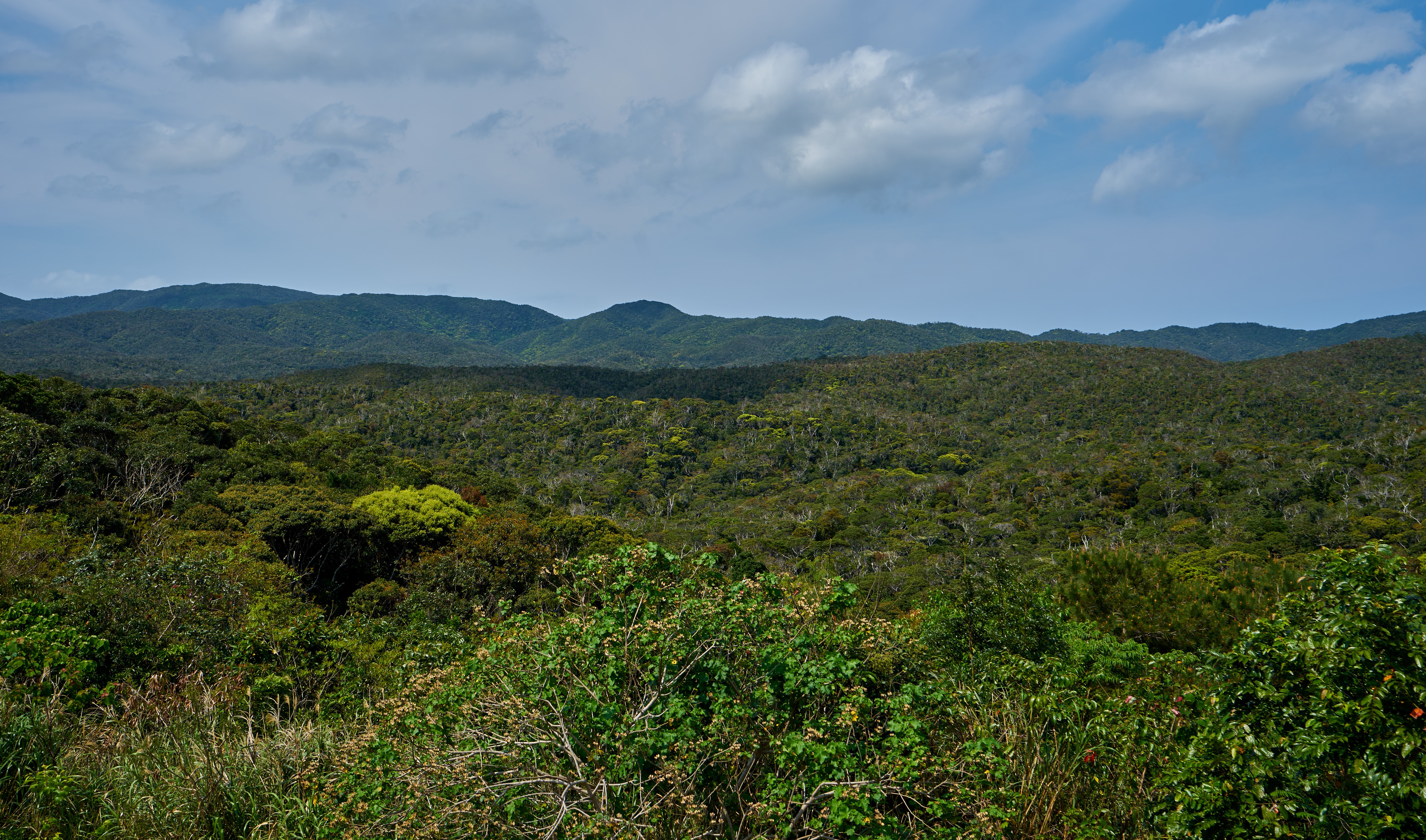
やんばるの亜熱帯林

- 金武岬 - 金武町字金武、金武岬沖。岬の東方約950mと南島約600m沖に小島・岩礁もある。
- 西ノ岩 - 金武湾内。うるま市と金武町との間で所属係争中。
- ゴンジャン岩、アギナミ島 - うるま市勝連平敷屋カンナ崎の南方沖約600m。
- 豆腐島 - 北中城村字渡口沖。
- クマカ島 - 南城市知念岬の南島沖約2.6 km。
- アドチ島 - 南城市知念志喜屋沖。
- タマタ島 - アドチ島の東方沖約1.1 km。
- 岡波岩 - 糸満市西崎の西方沖約800m。
- （無名） - 北谷町町北前1丁目沖にある小島。
- （無名） - 読谷村残波岬の西方沖約500mにある岩礁。
- トベラ岩 - 恩納村万座毛沖の岩礁。
- 備瀬崎 - 本部町備瀬崎沖。備瀬竜宮と灯台がある。
- 夫振岩 - 名護市字源河の北北西沖約1.2 km。
- サザマ石 - 大宜味村饒波沖。

### 人工島
- 中城湾港泡瀬地区（沖縄市東部海浜開発計画） - 造成中

## 歴史
- 753年 - 鑑真が「阿児奈波」（あこなは、現在の沖縄本島とされる[26]）に到着[27]。
- 1429年 - 琉球王国成立。
- 1609年 - 薩摩藩による琉球侵攻。
- 1879年 - 琉球処分、沖縄県の設置。
- 1945年 - 沖縄戦。その後、アメリカによる統治が開始。
- 1971年 - 沖縄本島と平安座島を結ぶ海中道路が開通。
- 1972年 - 日本に復帰。
- 1987年 - 在沖米軍の牧港住宅地区が返還され那覇新都心が開発される。
- 2000年 - 「琉球王国のグスク及び関連遺産群」が世界遺産に登録される。
- 2003年 - 沖縄都市モノレール（ゆいレール）が開業。
- 2007年 - 中城湾港新港地区（390ヘクタール）の埋立竣工。
- 2014年 - 那覇空港第二滑走路（160ヘクタール）の埋立着工。（2020年竣工）

## 地域区分・市町村
沖縄本島は、行政その他の分野において、基本的に北部・中部・南部の三つの地域に区分される。
また、都市圏の繋がりから中部と南部は一纏めに中南部と区分することが多い。その他、交通などの視点から那覇市より北を中北部と称することもある。

### 経緯および定義
まず現代（2020年）における北部・中部・南部の定義は下記の通りである。これは行政上も一般に「北部地域」・「中部地域」・「南部地域」と称する。
この北部・中部・南部の区分は、歴史的に古琉球・三山時代の北山・中山・南山の各王国の勢力範囲（領地）に由来すると考えられている。更に、中近世琉球（琉球王国時代の古い区分である国頭・中頭・島尻、さらに近代沖縄以降の国頭郡・中頭郡・島尻郡）に継承されて、現代に至っている。ただし、三山時代の境界からは変遷がある（詳細は、「国頭」・「中頭」・「島尻」の各項目を参照）。
さらに、行政上の「北部地域」・「中部地域」・「南部地域」の区分には周辺離島の市町村も一部含まれるが、本項目では扱わない。

### 沖縄本島北部

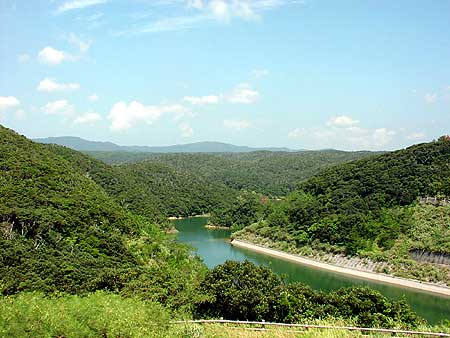
山原の風景（国頭村）

概ね、国頭（くにがみ）地区、または山原（やんばる）と呼ばれる地区に相当する。面積764km2、人口約12万人。
豊かな自然が残り、動植物の多様性が認められ、2021年7月26日に奄美大島、徳之島、沖縄島北部及び西表島が世界自然遺産に登録された。
- 名護市
- 国頭郡
  - 国頭村
  - 大宜味村
  - 東村
  - 本部町
  - 今帰仁村
  - 恩納村
  - 宜野座村
  - 金武町

### 沖縄本島中部
概ね、中頭（なかがみ）地区に相当する。面積280km2、人口約59万人。最も米軍施設が集中する地区である。浦添市は南部広域市町村圏事務組合、西原町・中城村・北中城村は南部広域行政組合に所属するなど、南部市町村との繋がりも強い。
なお、浦添市、西原町は那覇都市圏との絡みから公的にも南部と扱われる場合もあるが、行政区分上は基本的には中部である。
- 沖縄市
- 浦添市
- 宜野湾市
- うるま市
- 中頭郡
  - 読谷村
  - 嘉手納町
  - 北谷町
  - 北中城村
  - 中城村
  - 西原町

### 沖縄本島南部

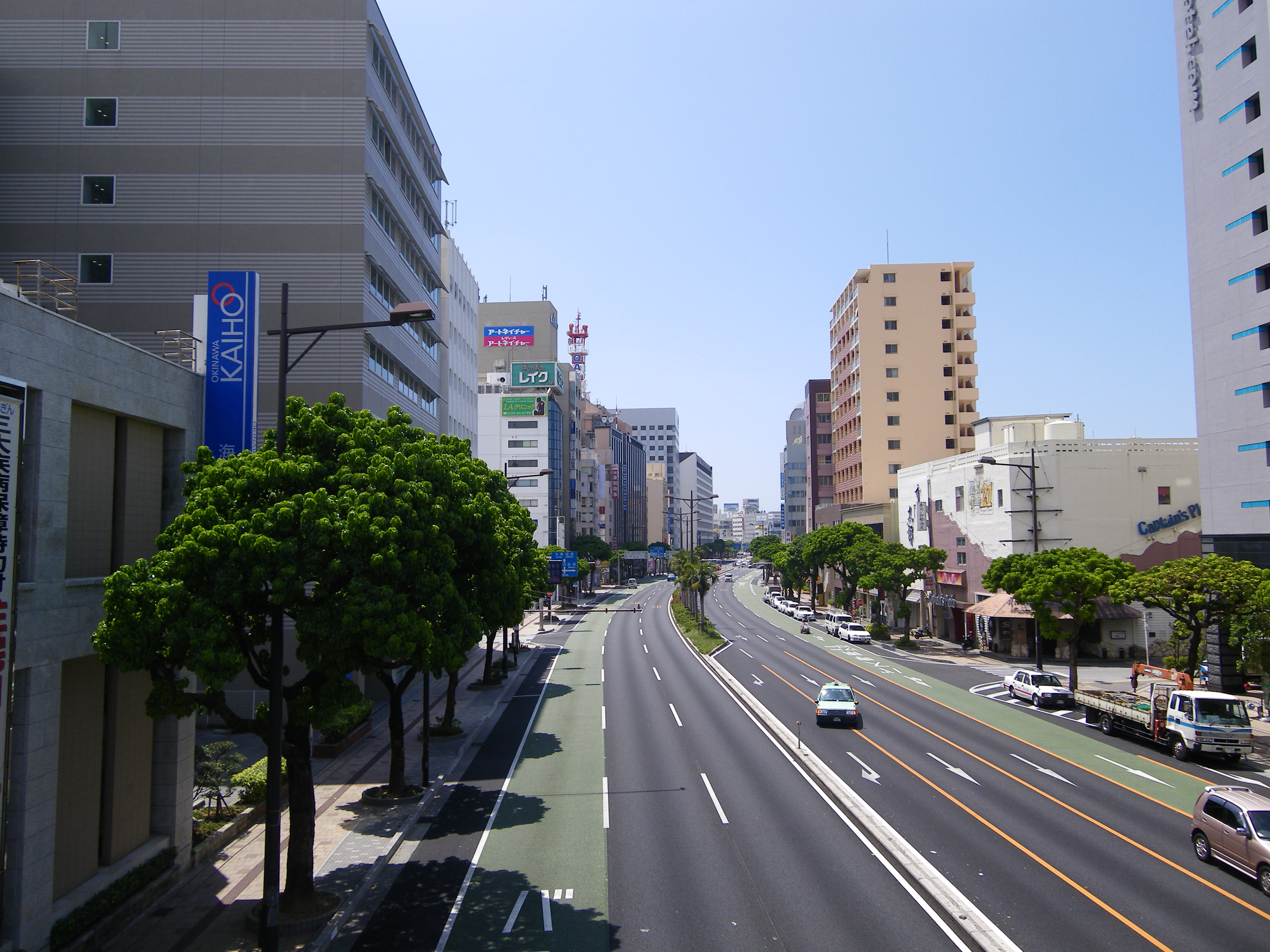
松山交差点（那覇市）

概ね、島尻（しまじり）地区に相当する。面積198km2、人口約54万人。県都那覇市を有する。単に「南部」という場合は那覇市以外の市や町を示すことが多い。
- 那覇市
- 糸満市
- 豊見城市
- 南城市
- 島尻郡
  - 南風原町
  - 与那原町
  - 八重瀬町

## 中南部都市圏
中南部都市圏（ちゅうなんぶとしけん）とは那覇市を主な中心とし、沖縄市を副次的な中心とする都市圏である。面積約478 km2（県土面積の5分の1）に約116万人（県人口の8割）が暮らす。
中部とは沖縄市を、南部とは那覇市を中心とした地域だが、那覇市の求心力は中部にまで及ぶ一方、沖縄市の求心力は中部全体に及んでいない。その上、中部・南部は面積が全国平均を遥かに下回る小規模多数の市町村からなり、両地区を合わせても面積が北部に及ばないため、一纏めに中南部と区分することが多い。ちなみに、中南部の各市町村の面積を比較すると、最大のうるま市でも86.01 km2で、それ以外の市町村の面積は全て50km2未満である。
中南部都市圏の人口密度は政令指定都市である北九州市を凌ぐ（面積は本島中南部の方がやや小さく、人口は約98万人の北九州市に比べて16万人程多い）ほど地方都市周辺としては非常に高い。なお那覇市や浦添市、宜野湾市などの近隣自治体に限っては三大都市圏並みの人口密度を誇る（那覇都市圏も参照）。その上、2003年に沖縄都市モノレール（ゆいレール）が開通するまで軌道系の公共交通機関が存在しなかった（ただし、戦前には複数の鉄道・軌道は存在していた。沖縄県の鉄道を参照。）ため、本土より自動車への依存度が高く、強度の車社会により中南部の道路は慢性的に渋滞気味である。しかし歴史的・地理的背景が異なるため、経済・産業の規模は人口規模より小さい。
なお、中南部の電話市外局番は098で統一されている（那覇MA。国頭郡恩納村・宜野座村・金武町と周辺離島の島尻郡久米島町・渡嘉敷村・座間味村・粟国村・渡名喜村も含む。つまり本島中部、本島南部。慶良間・粟国諸島、久米島、恩納・金武地区が該当）。0988、0989X、0989XXに分かれていた市外局番が、1990年に桁ずらしにより統一された。これらの地域では広告（テレビ・ラジオのCMも含む）やお知らせ等で電話番号を紹介するとき市外局番の098を省略する場合が多い（沖縄県内の固定電話の加入世帯の大半がこのエリアであるのと、あとの市外局番が実質0980のみであるため）。

## 生物的自然
北部は沖縄県全面積の約3分の1で、山原（やんばる）と呼ばれる森林が広がっている地域である。森林の型としては照葉樹林であり、高木の主体はイタジイである。ノグチゲラ、ヤンバルクイナ、オキナワトゲネズミ、ナミエガエル、ヤンバルテナガコガネなどの固有種が数多く生息している。その中でも本部半島は石灰岩地帯が多く、やや独特の生物相を持つ。
中南部の隆起珊瑚礁の上には、イスノキやアカギなどを構成要素とする森林があり、より熱帯的な要素が強い。ただし第二次世界大戦による破壊と、その後の人為的攪乱が大きいため、よく保存されている森林は少ない。
近年は生息地の破壊消失に加え、様々な外来種による撹乱も問題になっている。やんばるにまで侵入したフイリマングース、シロアゴガエル、ネコ、ツルヒヨドリのほか、中南部にはタイワンスジオ、グリーンアノール、タイワンハブ、セマルハコガメ、マダラロリカリア（通称プレコ）、ニューギニアヤリガタリクウズムシなどにくわえ、県内の離島の希少種、在来種であるサキシマハブやヤエヤマイシガメ、ミヤコヒキガエル、ヤエヤママドボタルが国内外来種として定着している。
海岸線はサンゴ礁に囲まれるが、その発達は島の南北でも異なる。北部では珊瑚礁はほとんど海岸に密着して存在するが、中部以南では沖に発達してその内側にラグーンが形成される。ただしサンゴそのものは死滅率の高い地域が多く、生きたサンゴが一面にあるようなところは少ない。これは主として赤土流出などの自然破壊によると言われる。ラムサール条約登録湿地である漫湖や、渡り鳥の渡来地として知られる泡瀬干潟、ジュゴンが生息する辺野古沖、慶佐次湾のマングローブ林など、貴重な塩性湿地・藻場・浅海域も存在する。これらのなかには開発計画が持ち上がっているものもある。
なお、日本の環境省が指定する日本の重要湿地500のうち、54ヶ所が沖縄県内にある（その内、21ヶ所は沖縄本島内、またはその周辺海域にある）。これは、北海道（61ヶ所）に次いで全国で2番目に多い。

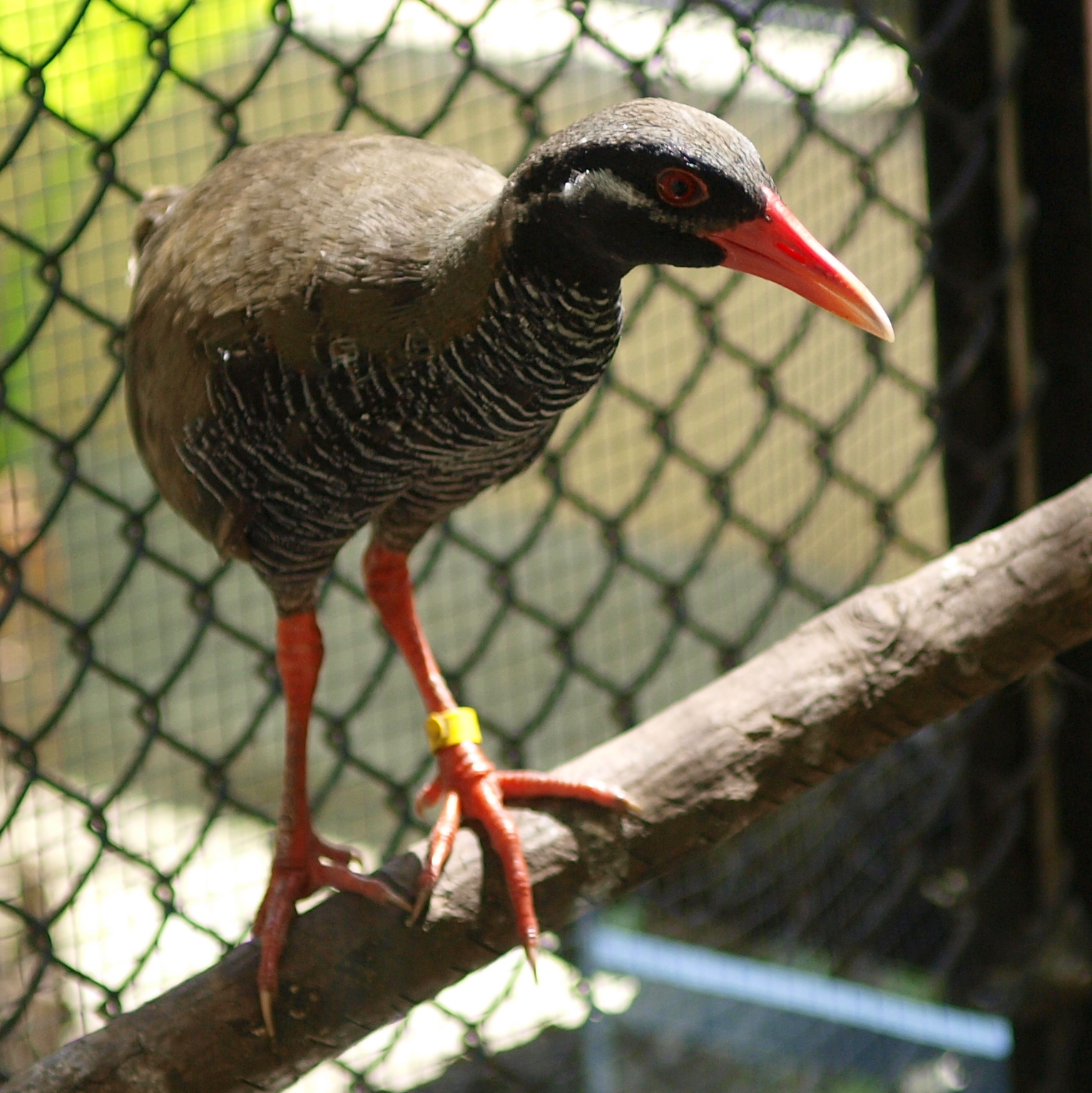
ヤンバルクイナ
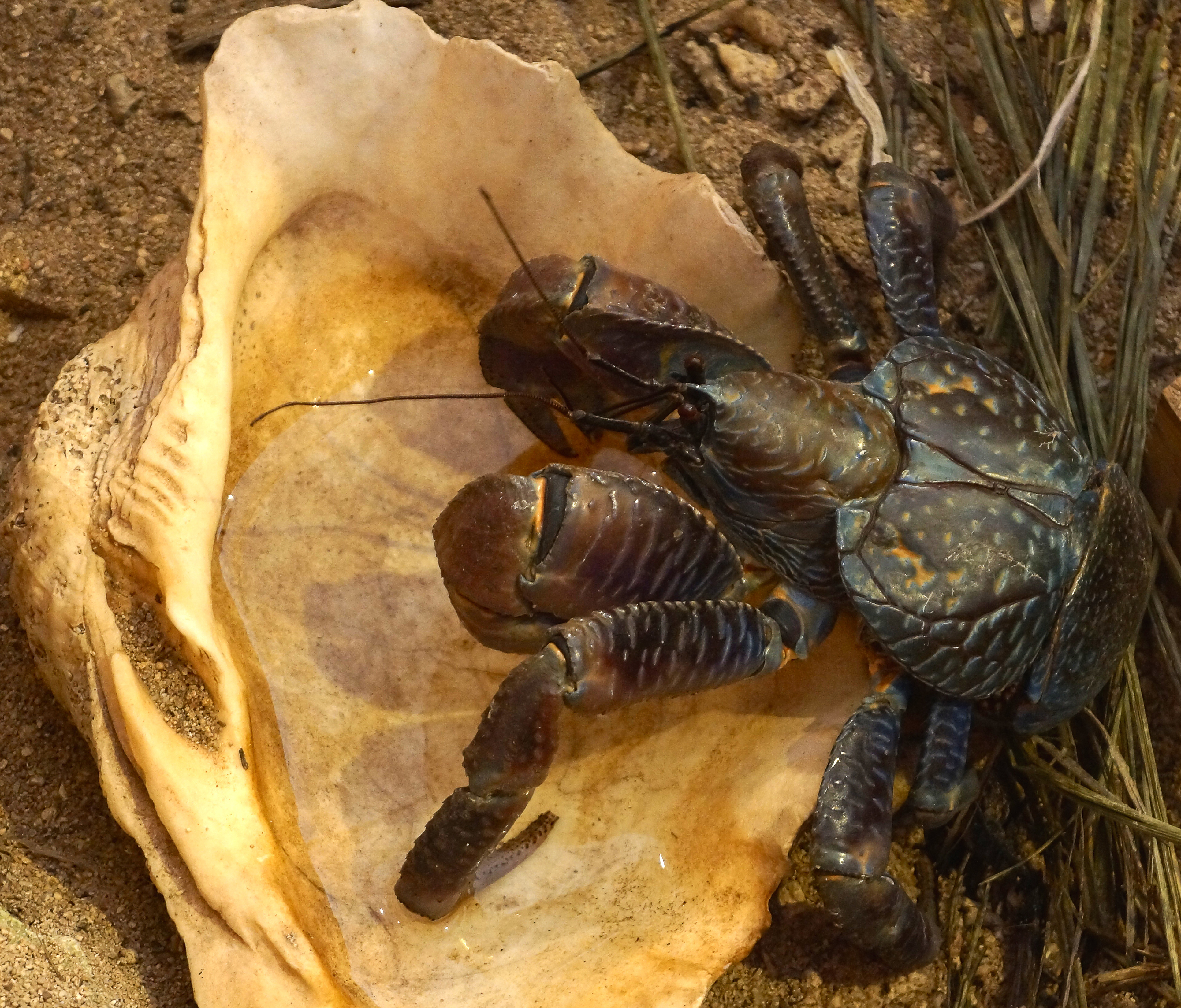
沖縄県、黒島のヤシガニ

## 気候
沖縄本島の気候は亜熱帯（ケッペンの気候区分では、温暖湿潤気候 (Cfa) ）で、夏は台風銀座と呼ばれるほど台風の通過数または接近数が非常に多い。しかし、冬は霜や氷が観測されたことはない。極稀にあられが降るのみである。とはいえ、それなりに寒くはなる（最低気温は約9°Cで、また冬は強い風も吹く）ため、中にはこたつを使う住民もいる。5月頃に梅雨入りをし、6月後半には梅雨明けする。夏の最高気温は 32 - 33°C程度で、35°Cを超える猛暑日になることはほとんどなく、本州（東北を除く）よりも低い。これは、沖縄本島は陸地面積が狭く、周りを海に囲まれていて、また、東京や大阪のような大都市が無く、ヒートアイランド現象が起こらないためである。
| 平年値 （月単位） | 平年値 （月単位） | 北部         | 北部        | 北部        | 中南部       | 中南部      |
| 平年値 （月単位） | 平年値 （月単位） | 国頭村 奥    | 名護市      | 金武町      | 那覇市       | 南城市 糸数 |
| ----------------- | ----------------- | ------------ | ----------- | ----------- | ------------ | ----------- |
| 気候区分          | 気候区分          | Cfa          | Cfa         | Cfa         | Cfa          | Cfa         |
| 平均気温 (°C)     | 最暖月            | 26.7 (7月)   | 28.8 (7月)  | 28.6 (7月)  | 28.9 (7月)   | 27.1 (7月)  |
| 平均気温 (°C)     | 最寒月            | 14.5 (1月)   | 16.3 (1月)  | 16.2 (1月)  | 17.0 (1月)   | 15.2 (1月)  |
| 降水量 (mm)       | 最多月            | 309.5 (6月)  | 248.2 (8月) | 228.8 (5月) | 260.5 (9月)  | 253.3 (6月) |
| 降水量 (mm)       | 最少月            | 138.3 (12月) | 96.2 (12月) | 78.3 (12月) | 102.8 (12月) | 111.7 (1月) |
| 日照時間 （時間） | 最長月            | 239.2 (7月)  | 245.7 (7月) | 218.1 (7月) | 238.8 (7月)  | 210.1 (7月) |
| 日照時間 （時間） | 最短月            | 78.3 (1月)   | 86.2 (2月)  | 88.3 (2月)  | 87.1 (2月)   | 93.0 (2月)  |

### 天気予報での「沖縄本島地方」
天気予報で沖縄本島地方をさすときは、沖縄本島だけでなく本島周辺の離島（本島から 100 km 以内）も含まれる。
1985年にこれまで一地域だったのが本島中南部、本島北部、久米島（現在の一次細分区域）に3地域に分かれたが、予報は3つとも同じ予報であることが多く、電話「177」による天気予報では3地域別々ではなく「098-177」のみであるため、3つとも同じ予報であるときはいちいち3地域に分けずにまとめて1回で発表することが多い（3地域別々の場合はそれぞれ地域ごとに発表する）。さらに2002年には注意報・警報を発表する際に二次細分区域として本島中南部は南部、中部、慶良間・粟国諸島の3地区、本島北部は恩納・金武、名護、国頭、伊平屋・伊是名の4地区に分かれた（久米島は細分化なし）。
天気予報の予報区分
- 沖縄本島中南部：うるま市・読谷村以南の本島中南部、慶良間諸島、粟国島（注）、渡名喜島
  - 本島南部：那覇市・浦添市・糸満市・豊見城市・南城市・西原町・南風原町・八重瀬町・与那原町
  - 本島中部：沖縄市・うるま市・宜野湾市・北谷町・嘉手納町・中城村・北中城村・読谷村
  - 慶良間・粟国諸島：渡嘉敷村・座間味村・粟国村・渡名喜村
- 沖縄本島北部：恩納村・金武町以北の本島北部、伊江島、伊平屋島、伊是名島
  - 恩納・金武地区：金武町・恩納村・宜野座村
  - 名護地区：名護市・本部町・今帰仁村・伊江村
  - 国頭地区：国頭村・大宜味村・東村
  - 伊平屋・伊是名：伊平屋村・伊是名村
- 久米島：久米島町

（注）粟国村は二次細分化区域が新設されるまで本島北部のエリアだった（天気予報のみ）。

### 水事情
沖縄島には河川が少なく、特に人口の集中する中南部で少ない。降水量は少なくないが、河川が小規模なために、蓄積されず、そのほとんどは海に流出してしまい、そのため古くから水不足に悩まされることが多かった。梅雨が早い分、夏の台風に頼る面もある。現在でも多くの住宅の屋根の上に貯水タンクが設置されており、断水に備えて生活用水を蓄えている。なお、北部の河川のほとんど全てにダムが造られている。これによって断水は少なくなったが、自然保護の観点からは様々な問題が指摘される。

## 観光

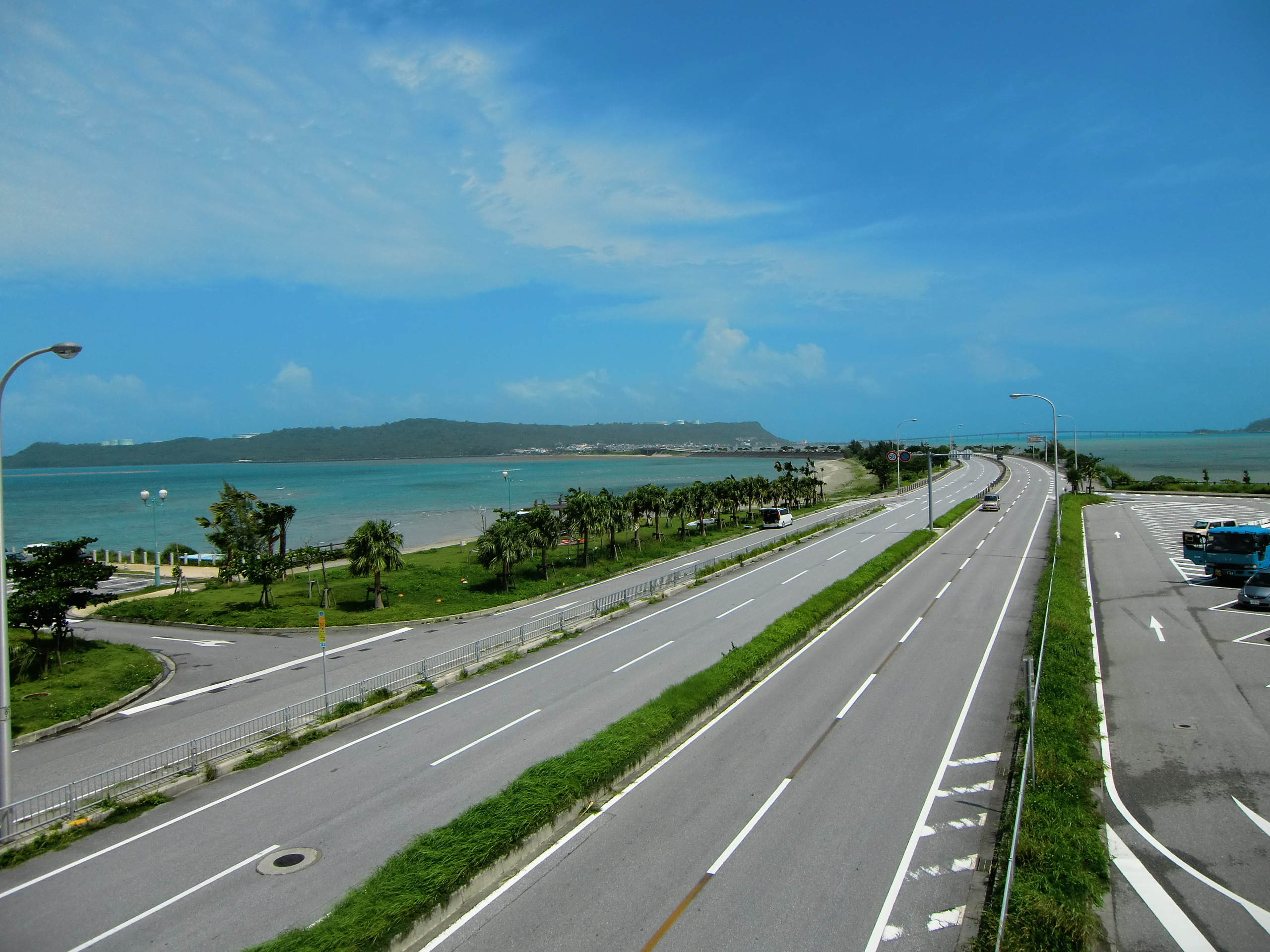
海中道路（うるま市）

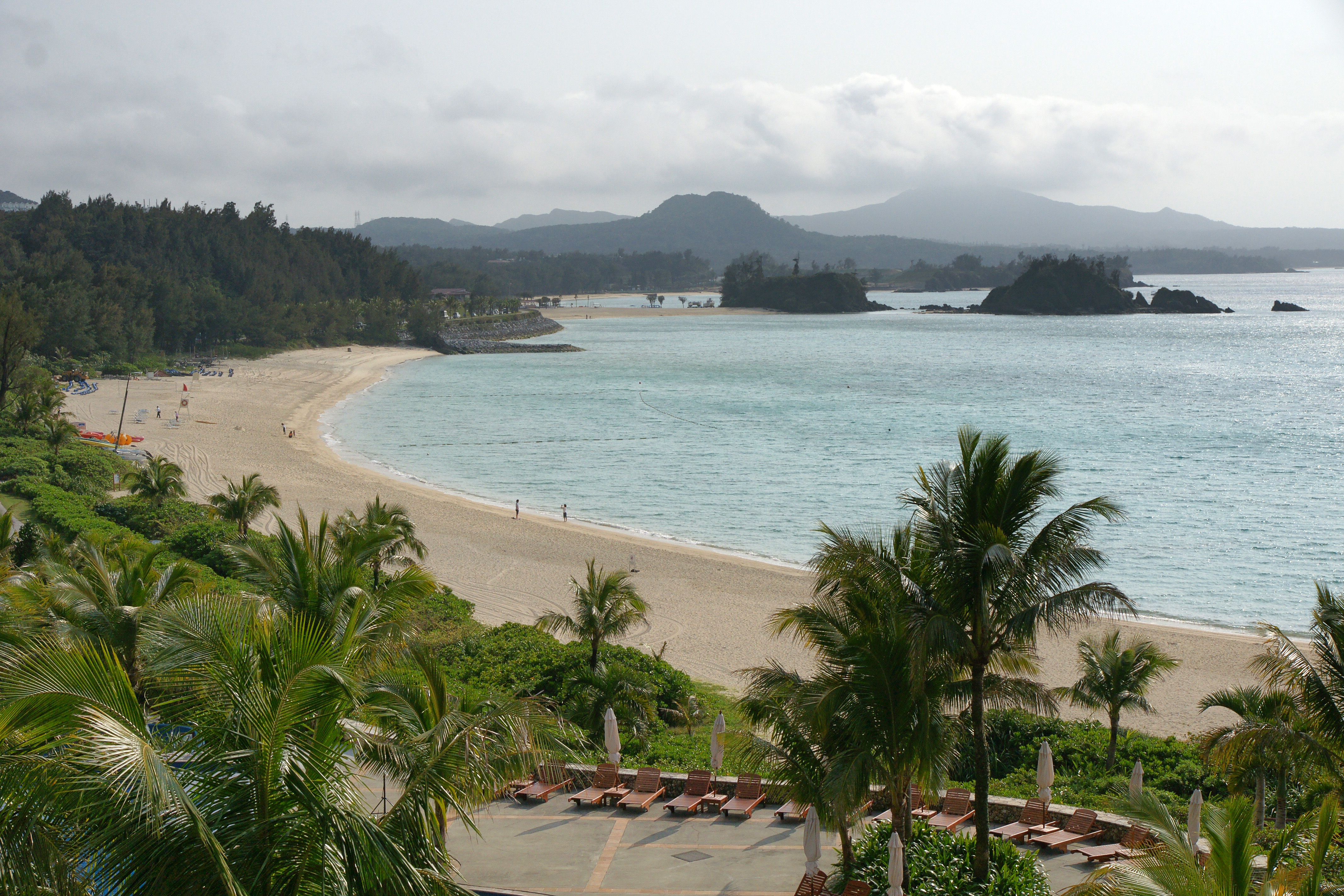
部瀬名岬西岸

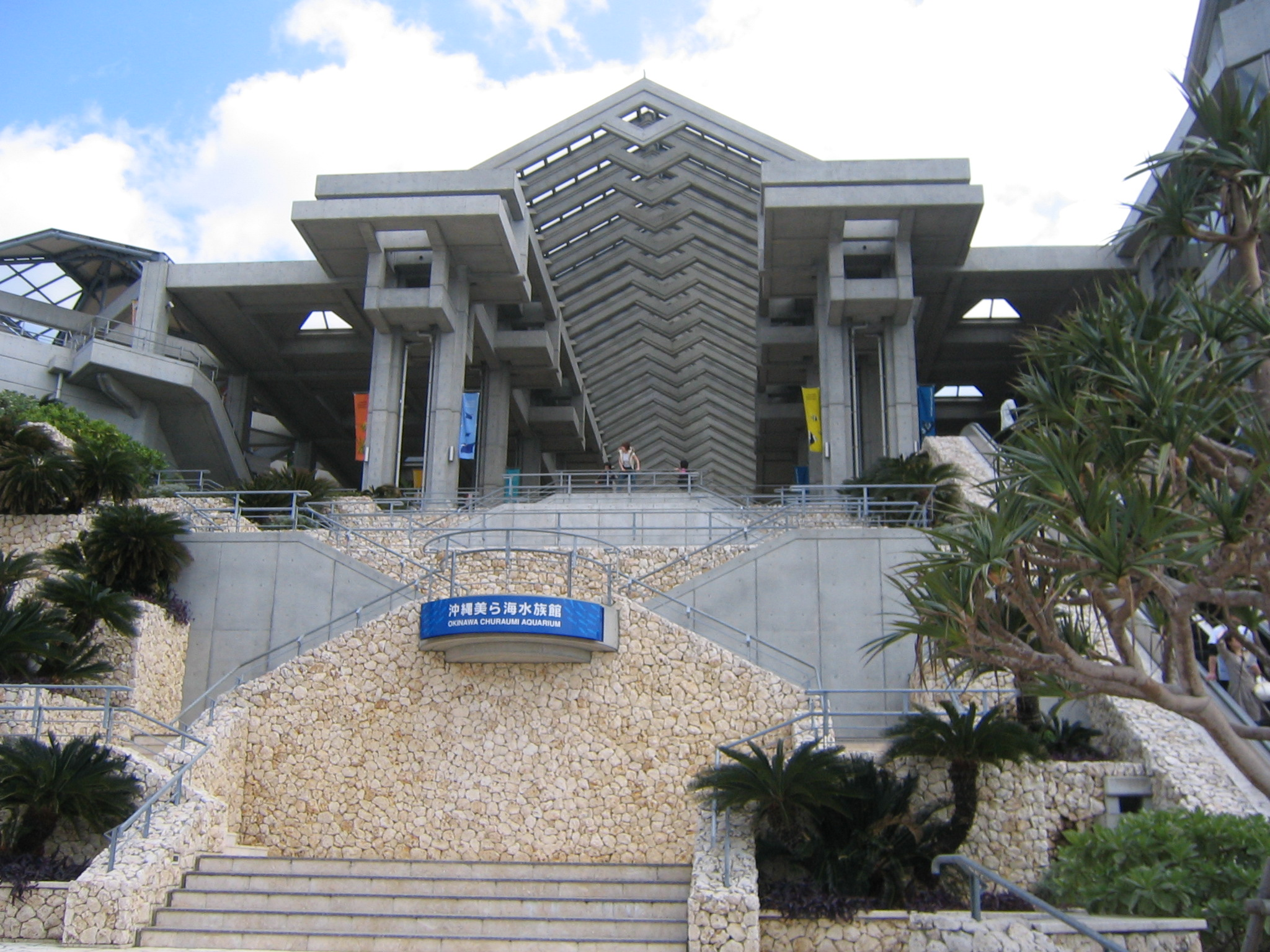
沖縄美ら海水族館（本部町）

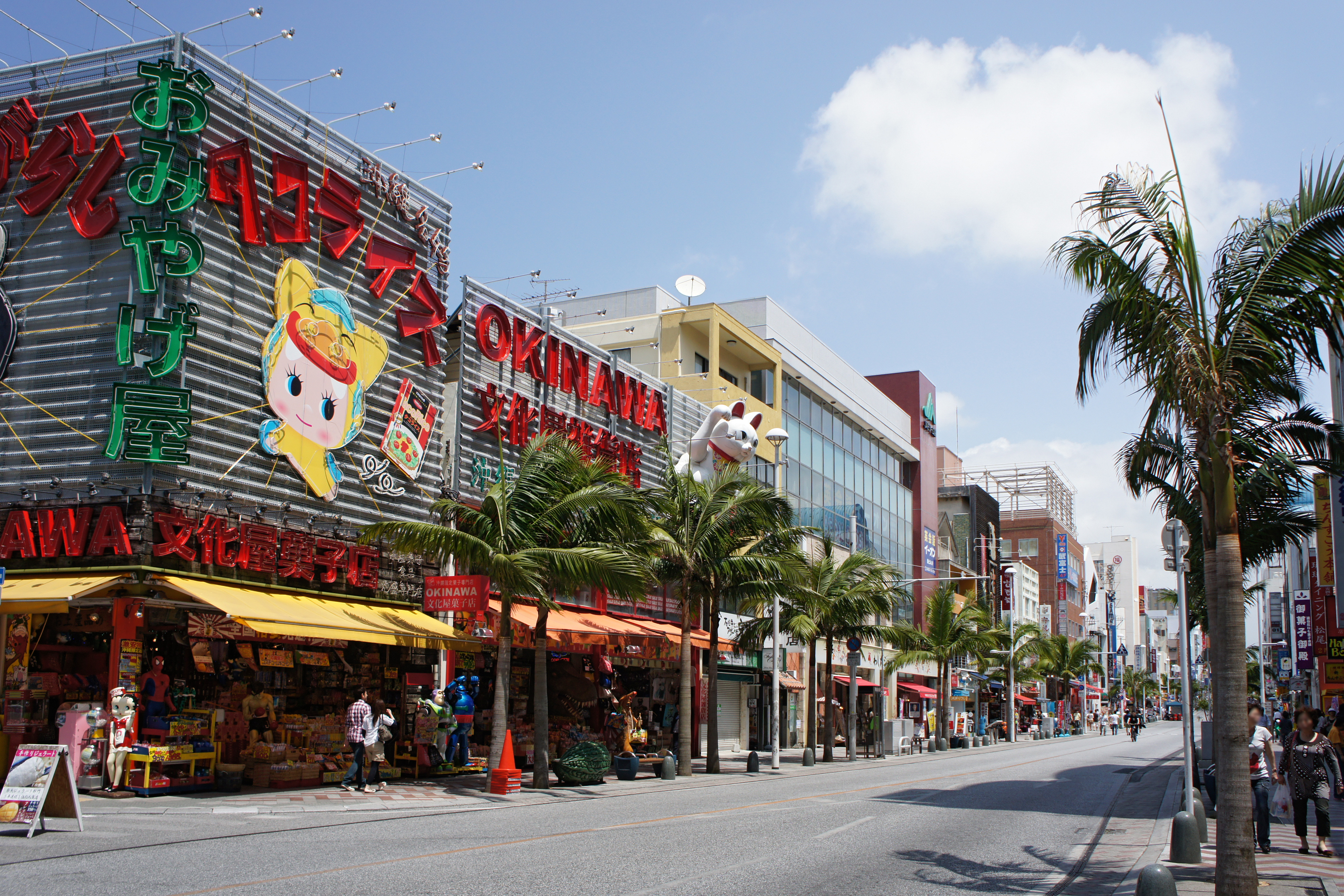
国際通り（那覇市）

### 北部
豊かな自然が残り、リゾート観光が盛んな地区である。
- 海洋博公園
- 今帰仁城
- 万座毛
- ムーンビーチ
- 沖縄美ら海水族館
- 部瀬名岬
- 辺戸岬
- 古宇利大橋
- 羽地内海

### 中部
中小の都市が集まっている。米軍基地が多く、アメリカ的文化の発信地でもある。
- 中城城
- 勝連城
- 残波岬灯台
- 海中道路
- スクーバダイビング
- 美浜タウンリゾート・アメリカンビレッジ
- 沖縄こどもの国

### 南部
県都那覇（古都首里）・南部戦跡などを有し、文化・史跡観光の中心地区であり、修学旅行の目的地とされることも多い。
- 首里城
- 国際通り
- 海軍司令部壕
- ひめゆりの塔
- 平和祈念公園
- 玉泉洞
- 斎場御嶽

## 軍事基地
沖縄本島は米軍戦略上、日本国防上からも極めて重要であると位置づけられている。

### 米軍施設

赤く塗られた部分が米軍用地

沖縄本島には28の米軍施設があり、島の面積の約20%を占める。特に中部に集中しており、中部10市町村のうち8市町村が施設を抱える。海兵隊普天間飛行場は中南部都市圏の中心に位置し交通の要衝である宜野湾市の中心部を占めている。
陸軍
- トリイ通信施設
- 那覇港湾施設
- 陸軍貯油施設

海軍
- 天願桟橋
- キャンプ・シールズ
- 泡瀬通信施設
- ホワイト・ビーチ地区

空軍
- 奥間レスト・センター
- 八重岳通信所
- 瀬名波通信施設
- 嘉手納弾薬庫地区
- 嘉手納飛行場（Kadena Air Base） - 通称「嘉手納基地」

海兵隊
- 北部訓練場
- キャンプ・シュワブ
- 辺野古弾薬庫
- キャンプ・ハンセン
- 金武レッド・ビーチ訓練場
- 金武ブルー・ビーチ訓練場
- キャンプ・コートニー
- キャンプ・マクトリアス
- キャンプ桑江（Camp Lester）
- キャンプ・フォスター（Camp Foster）
- 普天間飛行場（Marine Corps Air Station Futenma） - 通称「普天間基地」
- 牧港補給地区（Camp Kinser）

### 自衛隊
陸上自衛隊
- 第15旅団 - 司令部：那覇駐屯地

海上自衛隊
- 沖縄基地隊 - 本部：沖縄基地
- 第5航空群 - 司令部：那覇航空基地

航空自衛隊
- 南西航空方面隊 - 司令部：那覇基地

## 交通

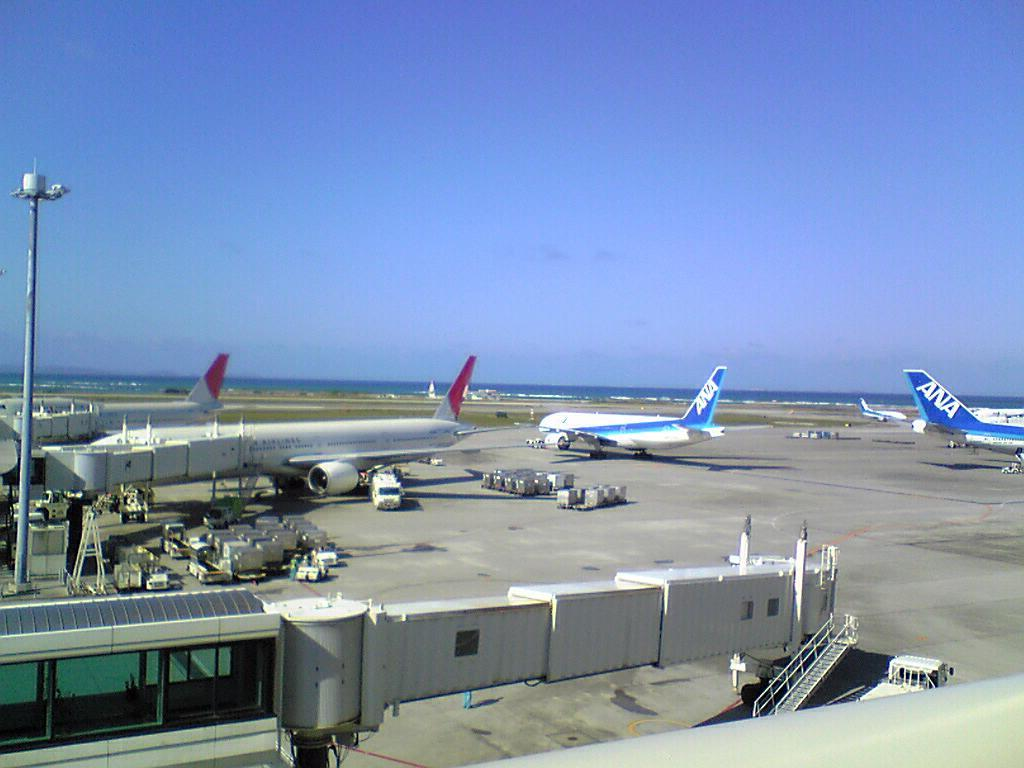
那覇空港

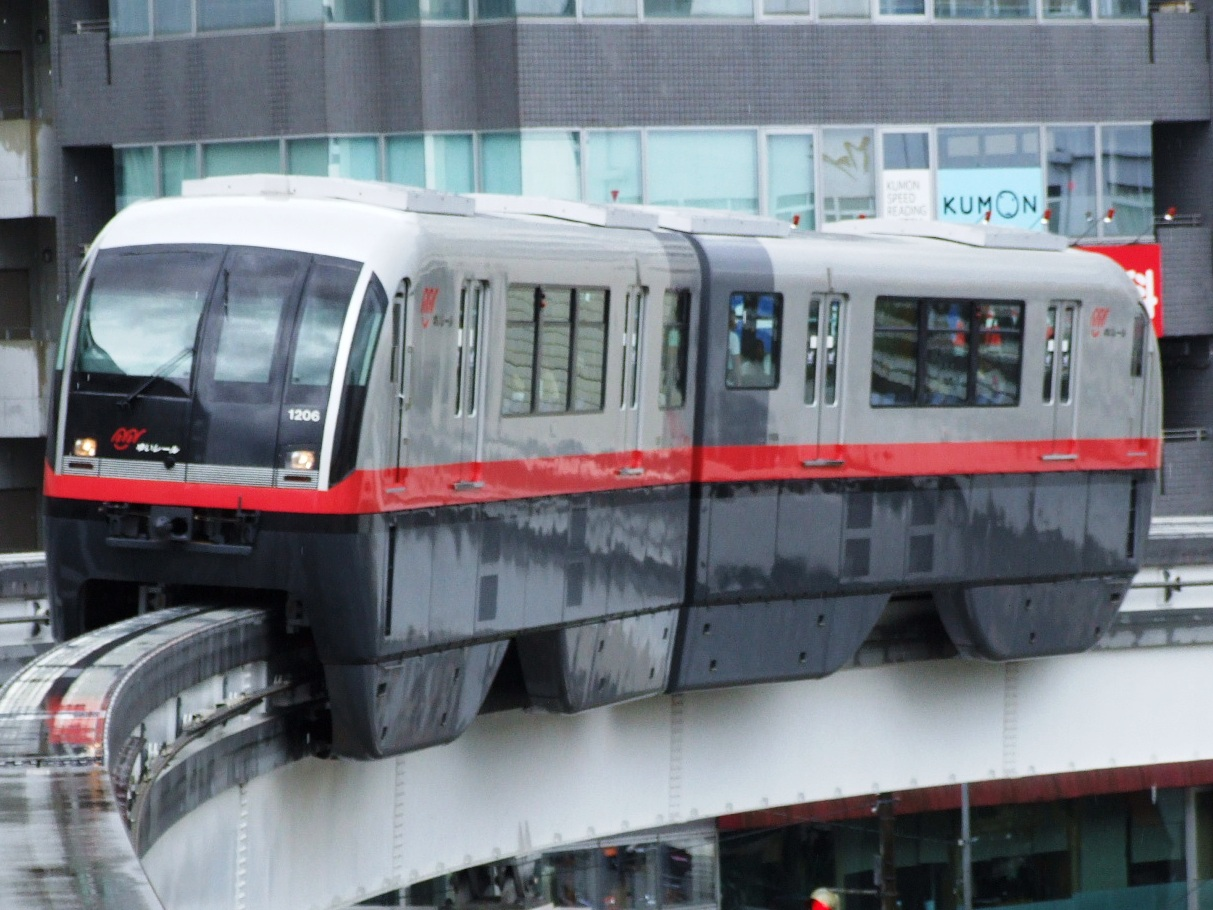
沖縄都市モノレール 1000系

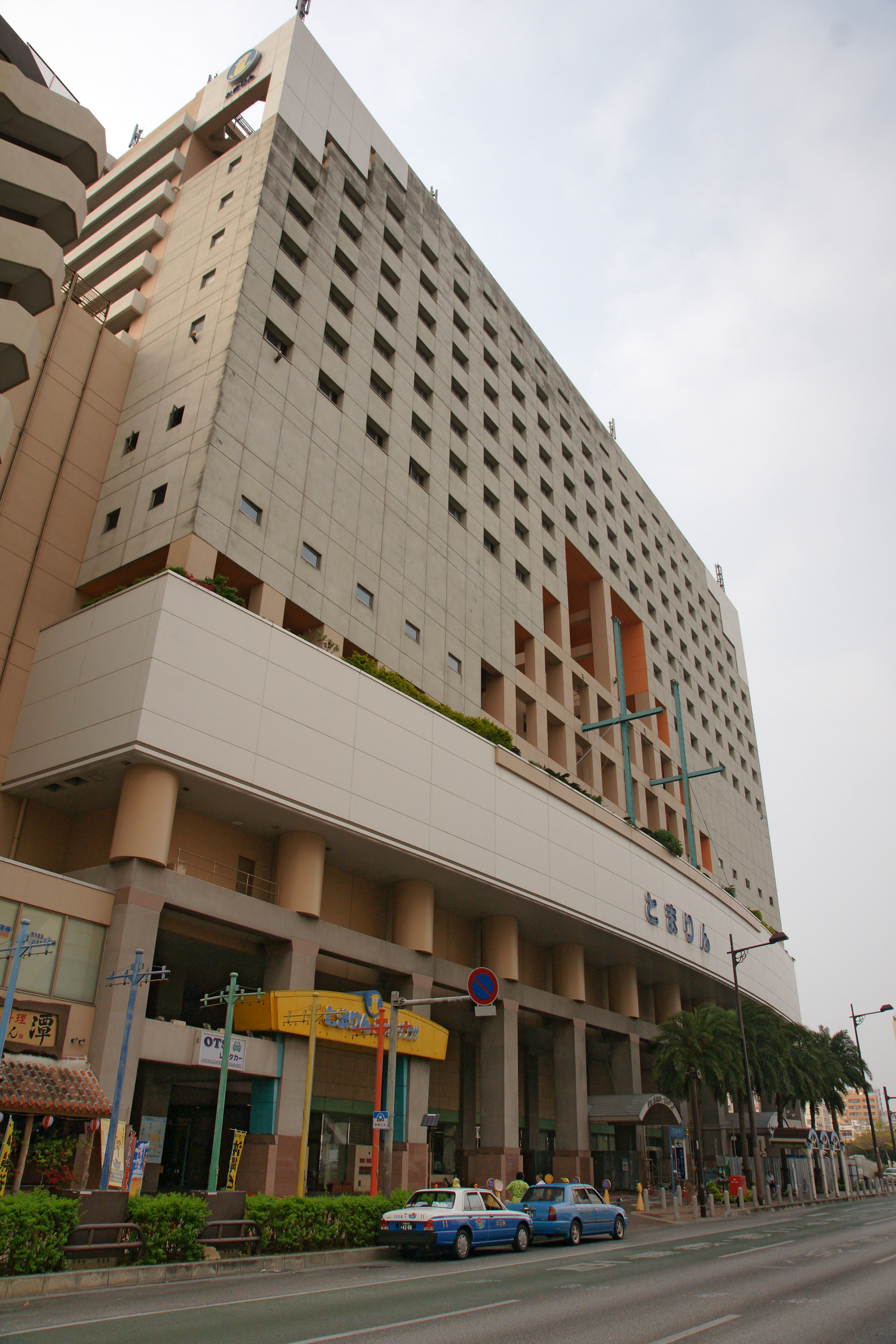
那覇港泊ふ頭ターミナル（ホテルと併設）

### 航空
- 那覇空港

### 鉄軌道
- 第三セクター 沖縄都市モノレール線

### 道路
- 沖縄自動車道（高速自動車国道）
- 那覇空港自動車道（国道506号）- （自動車専用道路）
- 国道58号（国頭村 - 名護市 - 那覇市、主に中北部の西海岸を通る）
- 国道329号（名護市 - 沖縄市 - 那覇市、主に中北部の東海岸を通る）
- 国道330号（沖縄市 - 宜野湾市 - 那覇市）
- 国道331号（那覇市 - 糸満市 - 与那原町および名護市 - 東村 - 大宜味村、主に南部を通る）
- 国道332号（那覇空港 - 那覇市街地）
- 国道390号（那覇港 - 那覇市街地）
- 国道449号（本部町 - 名護市、主に本部半島南部を通る）
- 国道505号（本部町 - 今帰仁村 - 名護市、主に本部半島北部を通る）
- 国道507号（八重瀬町 - 那覇市、主に南部の中央部を通る）
- 沖縄県道（93路線、沖縄本島と架橋で結ばれている島のみまたは島どうしを通る路線も含む）
  - 主要地方道（19路線）
  - 一般県道（74路線、うち自転車道1路線（沖縄県道236号玉城那覇自転車道線））

2015年1月現在において、沖縄本島と架橋または海中道路で接続された島を以下の表に挙げる。
| 島       | 所属自治体 | 橋など     | 延長(m) | 開通年月日     |
| -------- | ---------- | ---------- | ------- | -------------- |
| 宮城島   | 大宜味村   | 宮城橋     | 100     | 1996年3月      |
| 宮城島   | 大宜味村   | 塩屋大橋   | 360     | 1999年3月27日  |
| 古宇利島 | 今帰仁村   | 古宇利大橋 | 1,960   | 2005年2月8日   |
| 瀬底島   | 本部町     | 瀬底大橋   | 762     | 1985年2月13日  |
| 屋我地島 | 名護市     | 屋我地大橋 | 300     | 1993年3月27日  |
| 屋我地島 | 名護市     | ワルミ大橋 | 315     | 2010年12月18日 |
| 奥武島   | 名護市     | 羽地奥武橋 | 77      | 1982年3月      |
| 平安座島 | うるま市   | 海中道路   | 4,240   | 1999年3月15日  |
| 宮城島   | うるま市   | 桃原橋     | 17      | 1973年2月      |
| 伊計島   | うるま市   | 伊計大橋   | 198     | 1982年4月8日   |
| 浜比嘉島 | うるま市   | 浜比嘉大橋 | 900     | 1997年2月7日   |
| 藪地島   | うるま市   | 藪地橋     | 193     | 1985年7月29日  |
| 奥武島   | 南城市     | 奥武橋     | 92      | 2011年4月1日   |

### 路線バス
沖縄本島内各地を結ぶ路線バスが以下の事業者により運行されている。名護市以南のすべての市町村に那覇市中心部とを結ぶバス路線が通り、村が無料バスを運行する東村を除く名護市以北のすべての市町村に名護市中心部とを結ぶバス路線がある。
- 琉球バス交通 - 北は国頭村中心部から南は糸満市の南端部近くまで、島内各地に路線がある。
- 沖縄バス - 北は国頭村中心部から南は糸満市中心部まで、島内各地に路線がある。
- 那覇バス - 那覇市内線の大半を運行する。那覇市周辺部の市町村にも路線がある。
- 東陽バス - 北は沖縄市から南は南城市まで、島内南部に路線がある。
- 国頭村営バス - 国頭村中心部とそれより北側の地域を結ぶ路線がある。
- うるま市有償バス - うるま市与那城屋慶名・平安座島・浜比嘉島・宮城島・伊計島の間を運行する。
- やんばる急行バス - 那覇市と本部町・今帰仁村の間を沖縄自動車道経由で運行する路線、および本部町瀬底島と沖縄本島、名護市屋我地島、今帰仁村古宇利島を結ぶローカル路線を運行する。
- 沖縄エアポートシャトル - 那覇空港と恩納村（一部便を除く）・名護市を経由して本部町を結ぶ路線を運行。途中沖縄自動車道を経由する。
- カリー観光 - 那覇市を起点として浦添市・豊見城市・北谷町・本部町へそれぞれ路線を運行している。
- 東京バス - 沖縄営業所が那覇空港とゆいレール赤嶺駅および瀬長島、iias沖縄豊崎を結ぶ路線を運行。

### 航路
- 那覇港 - 県内外への旅客航路がある（重要港湾）
- 運天港 - 伊平屋島・伊是名島への旅客航路がある（重要港湾、台風接近時の避難港としても使われる）
- 金武湾港 - 旅客航路は無し（重要港湾）
- 中城湾港 - 旅客航路は無し（重要港湾）
- 本部港 - 那覇港以外では唯一沖縄県外とを結ぶ航路がある
- 平敷屋港 - 津堅島への旅客航路が発着
- 安座真港 - 久高島への旅客航路が発着

## マスコミ

### 放送局
- NHK沖縄放送局（総合・地デジ1ch／教育・地デジ2ch）
- 琉球放送（RBC、ラテ兼営。テレビ：TBS系列。地デジ3ch。ラジオ：JRN系列）
- 琉球朝日放送（QAB、テレビ朝日系列。地デジ5ch）
  - 上記民放2社は通常時終夜放送実施局。
- 沖縄テレビ放送（OTV、FNN・FNS（フジテレビ）系列。地デジ8ch）
- ラジオ沖縄（NRN系列）
  - 以上の放送局は那覇市に本局・本社を持つ。
- エフエム沖縄（JFN系列）本社は浦添市にある。
  - 5大都市圏（首都圏・関西圏・中京圏・北海道・福岡県）以外で2020年7月以降、県域民放ラジオ局が3局あるのは沖縄県だけである。
- その他、沖縄本島内に本社を置くコミュニティ放送局が2020年7月現在16局設けられている。このうち、那覇市・沖縄市・宜野湾市にはそれぞれ2局設けられている。
- 沖縄県は日本テレビ(NNS)系列が存在しない。那覇市ほか8市町村では沖縄ケーブルネットワークの自主放送「テレビにらい」で鹿児島読売テレビ（本社所在地・鹿児島県鹿児島市）の区域外再放送による一部番組の視聴は可能。このほか、「テレビにらい」ではTOKYO MX（全国独立放送協議会）の一部番組も独自に購入し放送している。